# Kuzco, l'empereur mégalo
Série Classiques d'animation Disney
Dinosaure
(2000) Atlantide, l'empire perdu
(2001)
Série Kuzco
Kuzco 2
(2005)
Pour plus de détails, voir Fiche technique et Distribution.
Kuzco, l'empereur mégalo ou Un empereur nouveau genre au Québec (The Emperor's New Groove) est le 68e long-métrage d'animation et le 40e « Classique d'animation » des studios Disney, sorti en 2000 et réalisé par Mark Dindal.
Une suite, sortie directement en vidéo, a été donnée au film en 2005 : Kuzco 2 : King Kronk ainsi qu'une série d'animation, Kuzco, un empereur à l'école.
Le film marque la fin de l'âge d'or des années 1990 des studios Disney et apparait comme leur dernier film bien reçu avant une période de disette créative.

## Synopsis
Kuzco est un jeune empereur inca très égoïste, impoli, pleurnichard, indifférent, gâté, ignorant et capricieux. Pour la veille de son dix-huitième anniversaire, il décide de raser un village afin de se faire construire une résidence, « Kuzcotopia », une somptueuse résidence d'été.
Kuzco ne supporte plus sa conseillère âgée et alchimiste Yzma pour ses usurpations de pouvoir et décide alors de la renvoyer avant de recevoir Pacha, le chef du village, pour lui demander son avis sur le meilleur emplacement pour sa future piscine. Pacha tente de s’y opposer mais il se retrouve jeté dehors par les gardes. Yzma, avide de pouvoir, ne veut pas en rester là.
Elle prévoit avec son sbire Kronk d’inviter Kuzco à un dîner, afin de l'empoisonner et de prendre sa place à la tête de l'empire inca. Mais tout ne se passe pas comme prévu. Kronk a pris la mauvaise potion et Kuzco se retrouve transformé en lama. Yzma ordonne à Kronk de sortir le lama de la ville et de le tuer. Kronk hésite à tuer Kuzco à cause de sa conscience, et il fait tomber par accident le sac contenant Kuzco sur la charrette de Pacha qui retourne à son village, avant que Kronk ne puisse le rattraper. Kronk le perd de vue, et cache à Yzma que Kuzco est encore en vie.
Ce n'est qu'une fois arrivé chez lui que Pacha découvre le lama. Il comprend que ce lama est l'empereur transformé. 
Croyant que Pacha l'a transformé et l'a kidnappé, Kuzco ordonne à Pacha de le ramener chez lui mais Pacha tente de passer un marché : il guide Kuzco jusqu'au palais en échange de l'abandon du projet Kuzcotopia. Kuzco refuse, et repart seul, mais se retrouve rapidement perdu dans la forêt tropicale, en proie à une meute de jaguars. Pacha vient néanmoins sauver Kuzco des fauves.
L'empereur, qui sait maintenant qu'il a besoin de Pacha, accepte le marché. Alors qu'ils ne sont plus qu'à une heure de marche du palais, ils traversent un pont de singe et Pacha tombe à travers le pont qui s'effondre. Kuzco décide de l’abandonner à son sort pour continuer son chemin sans tenir sa promesse, mais il tombe lui aussi à travers le pont. Pacha et lui se battent, avant d'être forcés de travailler ensemble pour éviter de tomber dans le cours d'eau où se trouvent des crocodiles. Le pont maintenant détruit, ils font un détour de plusieurs jours et s'arrêtent dans un restaurant.
Entre-temps, en l'absence d'héritier, Yzma obtient le pouvoir. Mais elle découvre que Kuzco est encore en vie. Accompagnée par Kronk, elle se met à sa recherche. La recherche est infructueuse, et ils se rendent au même restaurant, au même moment mais ni Kuzco ni Yzma ne reconnaît l’autre. Cependant, Kronk reconnaît presque Pacha, et Pacha entend les plans d'Yzma pour tuer Kuzco. Il se faufile hors du restaurant avec Kuzco, mais Kuzco pense que Pacha essaie de le tromper ; lui et Pacha se disputent à nouveau et se séparent.
Alors que Kuzco essaie de rattraper Yzma et Kronk, il les entend discuter de son assassinat et apprend également que personne dans l'empire ne l’apprécie. Horrifié, Kuzco se précipite pour s'excuser auprès de Pacha, mais il finit par réaliser son erreur et décide de se morfondre. Kronk se souvient plus tard où il a vu Pacha auparavant, et le dit à Yzma.
Le lendemain matin, Kuzco retrouve Pacha, et ils se réconcilient. Ils retournent brièvement au village de Pacha pour se procurer des provisions avant de retourner au palais, mais découvrent qu'Yzma et Kronk sont chez Pacha, se faisant passer pour des parents éloignés. Pacha explique la situation à sa famille, qui distrait ensuite Yzma pour donner de l'avance à Pacha et Kuzco. 
De retour au palais, Kuzco et Pacha se rendent dans le laboratoire d'Yzma pour trouver une potion pouvant redonner sa forme humaine à Kuzco. Yzma, arrivée avant, se présente alors à eux avec la potion et ordonne à Kronk de tuer Pacha et Kuzco, mais après une autre confusion avec sa conscience et quelques insultes d'Yzma, il essaie de trahir Yzma mais échoue. Yzma, en retour, décide de le faire tomber, par un piège, puis elle convoque les gardes pour arrêter Kuzco et Pacha pour le meurtre de l'empereur. Alors que Pacha et Kuzco fuient Yzma et ses gardes, Kuzco essaie plusieurs potions différentes, sans succès. Enfin, en déterminant quel flacon est la potion "humaine", Kuzco, Pacha et Yzma se battent pour elle et Yzma se retrouve transformée en chat. Pacha manque de tomber du côté du palais mais Kuzco sauve Pacha à temps. Alors qu’Yzma était sur le point de boire la potion humaine, Kronk la stoppe et Pacha et Kuzco finissent par récupérer la potion, que Kuzco boit ensuite.
Kuzco retrouve sa place d'empereur et, devenu plus raisonnable, fait amende honorable auprès des personnes qu'il a blessées et fait construire une petite maison sur une colline voisine inhabitée près de celle de Pacha et partageant une piscine avec Pacha et sa famille. Pendant ce temps, Kronk devient le chef d'une troupe de scouts ; Yzma, qui est encore un chat, en est un membre réticent.

## Personnages principaux
- Kuzco : malgré sa transformation en lama, le jeune empereur capricieux garde son caractère enfantin et égocentrique.
- Pacha : chef de village et père de deux enfants. Généreux, il aide Kuzco à rejoindre son palais bien que celui-ci agisse contre ses intérêts.
- Yzma : renvoyée par Kuzco, elle était la conseillère de l'empereur. Cette femme d'un âge respectable possède un caractère exécrable.
- Kronk : assistant d'Yzma. Ce jeune homme sympathique mais un peu idiot a tendance à tout comprendre de travers. C'est le héros de la suite du film.

## Fiche technique
Sauf indication contraire, les informations mentionnées dans cette section peuvent être confirmées par les bases de données cinématographiques  présentes dans la section « Liens externes ».
- Titre original : The Emperor's New Groove
- Titre français : Kuzco, l'empereur mégalo
- Réalisation : Mark Dindal
- Scénario : David Reynolds, Mark Dindal et Chris Williams, assistés de Stephen Anderson (supervision) d'après une histoire originale de Roger Allers
- Musique :
  - Composition : John Debney
  - Chansons : Sting (paroles), Sting et David Hartley (musique)
  - Arrangements vocaux : David Hartley
  - Orchestrations : Brad Dechter, Frank Bennett, Chris Klatman et Don Nemitz
- Conception graphique :
  - Direction artistique : Colin Stimpson, assisté de Thomas Cardone
  - Décors : Paul Felix
  - Cadrage (Layout) : Jean-Christophe Poulain (supervision)
  - Décors : Natalie Franscioni-Karp (supervision)
  - Mise au propre (Clean-up) : Vera Pacheco (supervision)
  - Conception des personnages : Joseph Moshier
  - Coordinateur artistique : Dan Hansen
- Animation :
  - Supervision : Nik Ranieri, Bruce Smith, Dale Baer, Tony Bancroft, Douglas Frankel, James Lopez, Brian Ferguson, Sandro Lucio Cleuzo, Dominique Monféry
  - Animation des personnages : Tim Allen, James Baker, Jennifer Cardon Klein, Jerry Yu Ching, Sang-Jin Kim, Mark Mitchell, Joe Oh, Jamie Oliff, Mark Pudleiner, Mark Smith, Andreas Wessel-Therhorn, Phil Young, Jared Beckstrand, Thomas Gately, David Hancock, Clay Kaytis, Bert Klein, Theresa Wiseman, Anthony Ho Wong, Robert Espanto Domingo, Chad Stewart, Stevan Wahl, David Block, Bob Davies, Michael Stocker, Pierre Alary, Patrick Delage, Eric Delbecq, Marc Eoche Duval, Thierry Goulard, Borja Montoro Cavero, Catherine Poulain, JC Tran-Quang-Thieu
  - Effets spéciaux : Mauro Maressa (supervision), Dorse A. Lanpher
- Montage : Pamela Ziegenhagen-Shefland (supervision film)
- Direction de production : Tod Marsden
- Production : Patricia Hicks (associé), Don Hahn (exécutif), Randy Fullmer (délégué), Peter Del Vecho (additionnel)
- Société de production : Walt Disney Pictures
- Société de distribution : Buena Vista Pictures Distribution
- Budget : environ 100 millions USD
- Langue originale : anglais
- Format : couleurs - 1,66:1 (1,85:1 étendu) - Dolby Stéréo
- Durée : 76 minutes
- Dates de sortie :
  - États-Unis : 10 décembre 2000
  - France : 28 mars 2001
  - Canada : 31 décembre 2000

## Distribution
Sauf indication contraire, les informations mentionnées dans cette section peuvent être confirmées par les bases de données cinématographiques  présentes dans la section « Liens externes ».

### Voix originales
- David Spade : Kuzco
- Eartha Kitt : Yzma
- John Goodman : Pacha
- Patrick Warburton : Kronk
- Wendie Malick : Chicha
- Eli Russell Linnetz : Tipo
- Kellyann Kelso : Chaca
- Patti Deutsch : la serveuse
- Tom Jones : le soliste
- John Fiedler : le vieil homme
- Joe Whyte : le maître de cérémonie

### Voix françaises
- Didier Gustin[2] : Kuzco
- Élisabeth Wiener : Yzma
- Jacques Frantz : Pacha
- Emmanuel Curtil : Kronk
- Frédérique Tirmont : Chicha
- Camille Donda : Chaca
- Matthias Mella : Tipo
- Laurence Badie : la serveuse du restaurant
- Henri Labussière : un joueur d'échecs
- Georges Aubert : le vieil homme du palais
- Olivier Constantin : le soliste
- Michel Modo : le chef cuisinier du restaurant
- Patrick Guillemin : les gardes

### Voix québécoises
- Marc-André Coallier : Kuzco
- Sophie Faucher : Yzma
- Yves Corbeil : Pacha
- Benoit Rousseau : Kronk / Ange Kronk / Diable Kronk
- Isabelle Leyrolles : Chicha
- Charlotte Mondoux : Chaca
- Rosemarie Houde : Tipo
- Mireille Thibault : la serveuse
- René Simard : le soliste
- Yves Massicotte : le vieil homme
- André Montmorency : le cuisinier / le conseiller matrimonial
- Hubert Gagnon : le garde du palais / l'annonceur de montagnes russes
- Robert Bergeron : Bucky
- Jean-Marie Moncelet : le vieux villageois obèse
- Claude Préfontaine : le vieux villageois aux gros sourcils
- Viviane Pacal : les futures épouses de Kuzco
- François Sasseville : le paysan parlant à Yzma
- Jacques Lavallée : le garde transformé en vache

## Chansons du film
- Un monde parfait (Perfect World) - soliste
- My Funny Friend and Me - Sting
- Snuff Out the Light (Yzma's Song) - Eartha Kitt
- Walk the Llama Llama par Rascal Flatts
- Un monde parfait (reprise) - soliste
- One Day She'll Love Me - Sting et Shawn Colvin

## Distinctions
- 2001 : nomination à l'Oscar de la meilleure musique pour My Funny Friend and Me
- Golden Globes 2001 :  Nomination au Golden Globe de la meilleure chanson originale pour My Funny Friend and Me

## Sorties vidéo
- Québec : 1er mai 2001 (VHS et DVD)
- France : 9 octobre 2001

## Production

### Genèse
La production du film commence en 1994, avec à sa direction Roger Allers. Son idée était une adaptation du conte de Mark Twain, Le Prince et le Pauvre. Le titre originellement prévu pour le film était Le Royaume du Soleil (Kingdom of the Sun).
Dans le scénario original, l'empereur Kuzco s'appelle Manco. Ce dernier fait la connaissance de Pacha qui lui ressemble, et ils décident d'échanger leur rôle pour découvrir la vie de l'autre. La sorcière Yzma profite de cette situation pour changer Manco en lama et utiliser Pacha pour réaliser son plan : supprimer le soleil, dont les rayons lui auraient subtilisé sa jeunesse et sa beauté.
Les animateurs ont alors fait un voyage au Pérou pour s'imprégner des décors de sites Incas. Mais arrivé à une impasse, le réalisateur se voit imposer de nouveaux délais et un co-réalisateur, Mark Dindal, qui a travaillé sur d'autres Disney comme Le Noël de Mickey (1983), Taram et le Chaudron magique (1985) ou encore La Petite Sirène (1989). Incapable de s'entendre avec Dindal, Allers quitte le projet. Dindal se retrouve seul à la production du film et remanie le scénario avec sa propre vision des choses, menant ainsi au changement de nom du film en Kuzco, l'empereur mégalo (The Emperor's New Groove).

### Chansons
Comme tous les films Disney de l'époque, Le Royaume du Soleil devait comporter des chansons. Comme pour Le Roi lion, dont les chansons étaient signées Elton John, il fallait faire appel à un compositeur. C'était donc le chanteur-compositeur Sting qui avait été choisi pour l'écriture des chansons. Ce dernier avait alors écrit 6 chansons pour le film, dont l'une, Snuff Out The Light devait initialement accompagner Yzma dans une séquence comme à l'habitude des films Disney et la traditionnelle chanson du méchant,.
À la suite du changement procédé par Dindal après le départ d'Allers, les chansons de Sting deviennent obsolètes. Le chanteur se voit alors contraint d'écrire deux nouvelles chansons. Les 6 autres sont reléguées à l'état de bonus dans le DVD.

## Adaptations
- Kuzco, l'empereur mégalo est un jeu vidéo reprenant l'univers du film.

### Documentaire
- (en) The Sweatbox, réalisé par Trudie Styler et John-Paul Davidson (2002), sur les conflits ayant marqué l'élaboration du film.